# روب هيوم
روب هيوم (بالإنجليزية: Rob Hume)‏ هو صحفي وكاتب وعالم طيور بريطاني، ولد في 15 يونيو 1950.

## وصلات خارجية
- روب هيوم على موقع ميوزك برينز (الإنجليزية)